# Medusaceratops lokii
Medusaceratops (il cui nome significa "faccia cornuta di Medusa") è un genere estinto di dinosauro ceratopside centrosaurino vissuto nel Cretaceo superiore, circa 77,5 milioni di anni fa (Campaniano), in quella che oggi è la Formazione Judith River, in Montana, USA. Il genere contiene una singola specie, ossia M. lokii.

## Descrizione

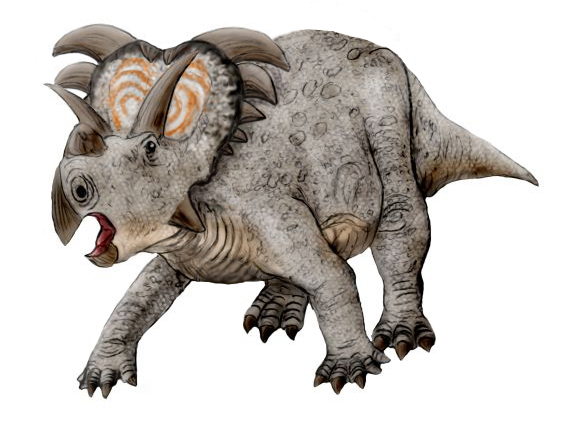
Ricostruzione di M. lokii

Nello stabilire il materiale tipo per il genere Medusaceratops vennero scelti due collari parziali, conservati nella collezione del Wyoming Dinosaur Center, che vennero poi denominati come l'olotipo WDC DJR 001 e il paratipo WDC DJR 002. Sebbene si pensasse che tutto il materiale fossile appartenenti a chasmosaurini, rinvenuto a Mansfield Bonebed, potesse essere assegnato a Medusaceratops (il che ammonta a diverse centinaia di singoli elementi), nella sua descrizione originale vennero descritti solo i due collari parziali, mentre il resto del materiale fossile venne riesaminato. Molti degli altri elementi fossili non sono diagnosticabili a livello di genere e possono essere riferiti con certezza solo a Ceratopsidae.
Secondo la sua descrizione originale, si pensava che Medusaceratops rappresentasse un chasmosaurino, e che sulla base dell'olotipo, Medusaceratops fosse l'unico tra i Chasmosaurinae ad avere solo tre epiparietali (noduli ossei o punte sul collare) su ciascun lato del collare. La prima e la seconda coppia di punte del collare erano grandi e piatte, con una base allargata, e ricurve lungo i lati del collare. La terza coppia è invece più piccola e triangolare, non troppo dissimile da quelli dei primi chasmosaurini, e confina con l'osso squamosale. La prima coppia di larghe e piatte punte di Medusaceratops ricordano molto la terza coppia di punte presenti sul collare di Albertaceratops, tuttavia si pensava che Medusaceratops differisse da quest'ultimo (come tutti i chasmosaurines) per la mancanza di una protuberanza a forma di linguetta, frequentemente sovrapposta dalla quarta alla settima coppia di noduli ossei presenti sul collare dei centrosaurini.
Tuttavia, ciò è stato smentito nel 2018, con la descrizione di materiale aggiuntivo, rinvenuto a Mansfield Bonebed, assegnabile a Medusaceratops. Divenne evidente che la coppia di punte 1-3 prima menzionati sono in realtà le coppie 2-4. Il primo epiparietale è piccolo e variamente curvo, pertanto venne inizialmente interpretato in modo errato. Venne inoltre identificata un'altra coppia di epiparietali (dopo la quarta coppia), risultando in un totale di almeno 5 coppie, coerente con ciò che si nota nei collari dei centrosaurini, come Albertaceratops e Wendiceratops, ma non nei chasmosaurini. Tra i nuovi resti descritti vi era il ramus centrale (un osso che separa i due lati del collare). Quest'ultimo è largo, con conseguenti fenestre (fori) più arrotondate e più piccole, come in altri centrosaurini. Pertanto, il nuovo studio ha riassegnato Medusaceratops nei Centrosaurinae, tra cui è molto simile ad Albertaceratops e Wendiceratops. Il resto del cranio era simile a quello di altri ceratopsidi, dotato di lunghe corna posizionate sopra gli occhi, che ripiegavano verso l'esterno, mentre sul naso era presente una sorta di rigonfiamento, o forse di piccolo corno. La lunghezza totale dell'animale era di circa 6 metri (19,6 piedi), per un peso di circa 7 tonnellate.

## Classificazione

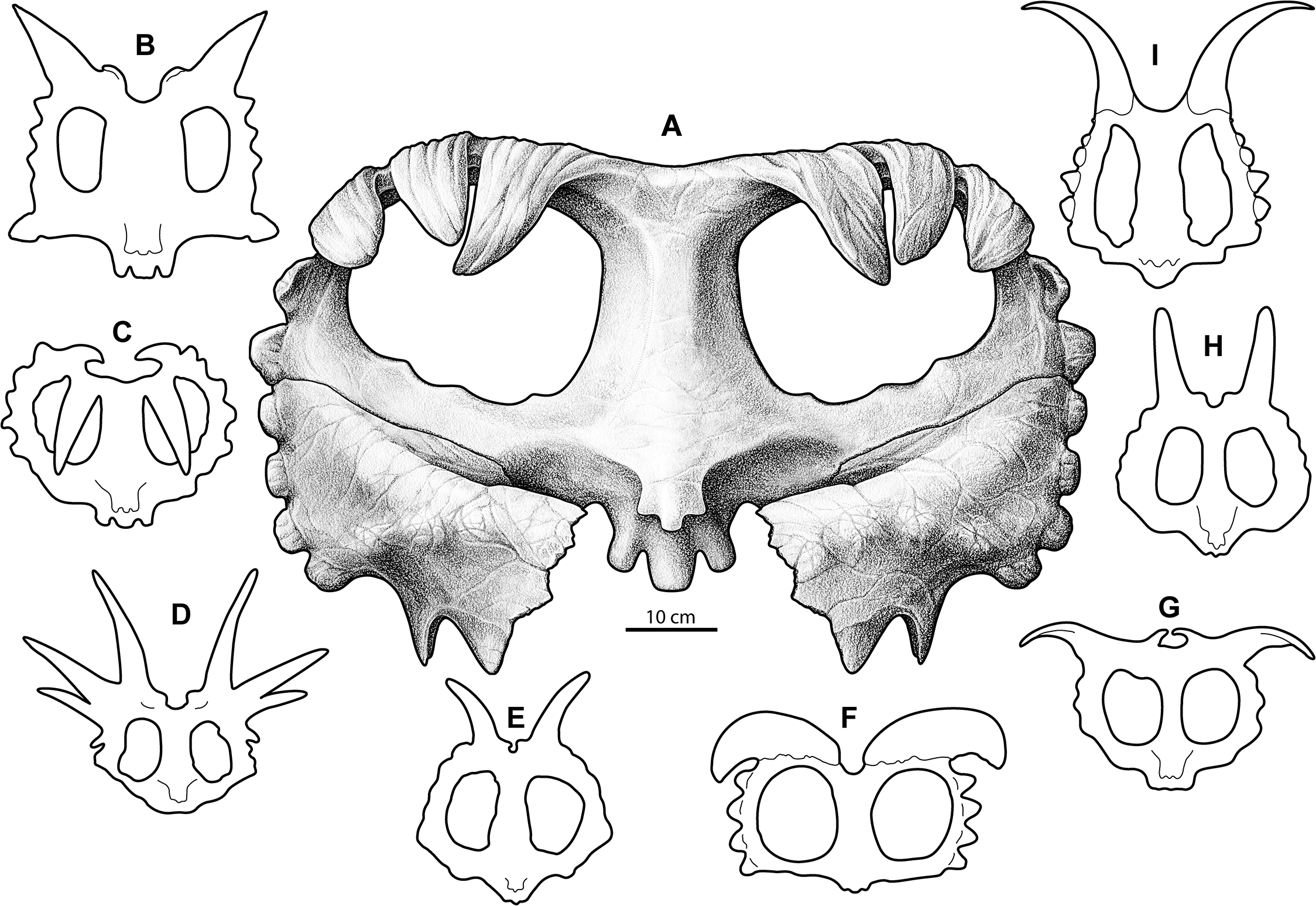
Ricostruzione dei parietali di vari centrosaurini, incluso Wendiceratops (A) che mostra 5 coppie epiparietali e un ampio ramus centrale. Medusaceratops stesso è contrassegnato dalla lettera (F).

Tra i ceratopsidi validi della Formazione Judith River, Medusaceratops può essere distinto direttamente dal centrosaurino Avaceratops, e dai chasmosaurini Judiceratops e Spiclypeus sulla base degli ornamenti del collare. Si differenzia, inoltre, dal chasmosaurino Mercuriceratops sulla base dell'osso squamosale meno unico, come evidente dalle ossa squamosali appena descritte di Medusaceratops. Tutto il materiale precedentemente assegnato al centrosaurino Albertaceratops rinvenuto nella formazione è ora assegnato a Medusaceratops o considerato troppo frammentario.
Il cladogramma presentato di seguito segue un'analisi filogenetica di Chiba et al. (2017) che ha ridescritto Medusaceratops come un centrosaurino:
|  | Diabloceratops eatoni    |
|  |                          |
|  | Machairoceratops cronusi |
|  |                          |

|  | Avaceratops lammersi (ANSP 15800) |
|  |                                   |
|  | MOR 692                           |
|  |                                   |
|  | CMN 8804                          |
|  |                                   |
|  | Nasutoceratops titusi             |
|  |                                   |
|  | Nuovo taxon di Malta              |
|  |                                   |

|  | Sinoceratops zhuchengensis |
|  |                            |
|  | Wendiceratops pinhornensis |
|  |                            |

|  | Centrosaurini     |
|  |                   |
|  | Pachyrhinosaurini |
|  |                   |

|  | Sinoceratops zhuchengensis |
|  |                            |
|  | Wendiceratops pinhornensis |
|  |                            |

|  | Centrosaurini     |
|  |                   |
|  | Pachyrhinosaurini |
|  |                   |

|  | Sinoceratops zhuchengensis |
|  |                            |
|  | Wendiceratops pinhornensis |
|  |                            |

|  | Centrosaurini     |
|  |                   |
|  | Pachyrhinosaurini |
|  |                   |

|  | Sinoceratops zhuchengensis |
|  |                            |
|  | Wendiceratops pinhornensis |
|  |                            |

|  | Centrosaurini     |
|  |                   |
|  | Pachyrhinosaurini |
|  |                   |

|  | Avaceratops lammersi (ANSP 15800) |
|  |                                   |
|  | MOR 692                           |
|  |                                   |
|  | CMN 8804                          |
|  |                                   |
|  | Nasutoceratops titusi             |
|  |                                   |
|  | Nuovo taxon di Malta              |
|  |                                   |

|  | Sinoceratops zhuchengensis |
|  |                            |
|  | Wendiceratops pinhornensis |
|  |                            |

|  | Centrosaurini     |
|  |                   |
|  | Pachyrhinosaurini |
|  |                   |

|  | Sinoceratops zhuchengensis |
|  |                            |
|  | Wendiceratops pinhornensis |
|  |                            |

|  | Centrosaurini     |
|  |                   |
|  | Pachyrhinosaurini |
|  |                   |

|  | Sinoceratops zhuchengensis |
|  |                            |
|  | Wendiceratops pinhornensis |
|  |                            |

|  | Centrosaurini     |
|  |                   |
|  | Pachyrhinosaurini |
|  |                   |

|  | Sinoceratops zhuchengensis |
|  |                            |
|  | Wendiceratops pinhornensis |
|  |                            |

|  | Centrosaurini     |
|  |                   |
|  | Pachyrhinosaurini |
|  |                   |

|  | Diabloceratops eatoni    |
|  |                          |
|  | Machairoceratops cronusi |
|  |                          |

|  | Avaceratops lammersi (ANSP 15800) |
|  |                                   |
|  | MOR 692                           |
|  |                                   |
|  | CMN 8804                          |
|  |                                   |
|  | Nasutoceratops titusi             |
|  |                                   |
|  | Nuovo taxon di Malta              |
|  |                                   |

|  | Sinoceratops zhuchengensis |
|  |                            |
|  | Wendiceratops pinhornensis |
|  |                            |

|  | Centrosaurini     |
|  |                   |
|  | Pachyrhinosaurini |
|  |                   |

|  | Sinoceratops zhuchengensis |
|  |                            |
|  | Wendiceratops pinhornensis |
|  |                            |

|  | Centrosaurini     |
|  |                   |
|  | Pachyrhinosaurini |
|  |                   |

|  | Sinoceratops zhuchengensis |
|  |                            |
|  | Wendiceratops pinhornensis |
|  |                            |

|  | Centrosaurini     |
|  |                   |
|  | Pachyrhinosaurini |
|  |                   |

|  | Sinoceratops zhuchengensis |
|  |                            |
|  | Wendiceratops pinhornensis |
|  |                            |

|  | Centrosaurini     |
|  |                   |
|  | Pachyrhinosaurini |
|  |                   |

|  | Avaceratops lammersi (ANSP 15800) |
|  |                                   |
|  | MOR 692                           |
|  |                                   |
|  | CMN 8804                          |
|  |                                   |
|  | Nasutoceratops titusi             |
|  |                                   |
|  | Nuovo taxon di Malta              |
|  |                                   |

|  | Sinoceratops zhuchengensis |
|  |                            |
|  | Wendiceratops pinhornensis |
|  |                            |

|  | Centrosaurini     |
|  |                   |
|  | Pachyrhinosaurini |
|  |                   |

|  | Sinoceratops zhuchengensis |
|  |                            |
|  | Wendiceratops pinhornensis |
|  |                            |

|  | Centrosaurini     |
|  |                   |
|  | Pachyrhinosaurini |
|  |                   |

|  | Sinoceratops zhuchengensis |
|  |                            |
|  | Wendiceratops pinhornensis |
|  |                            |

|  | Centrosaurini     |
|  |                   |
|  | Pachyrhinosaurini |
|  |                   |

|  | Sinoceratops zhuchengensis |
|  |                            |
|  | Wendiceratops pinhornensis |
|  |                            |

|  | Centrosaurini     |
|  |                   |
|  | Pachyrhinosaurini |
|  |                   |

## Storia della scoperta

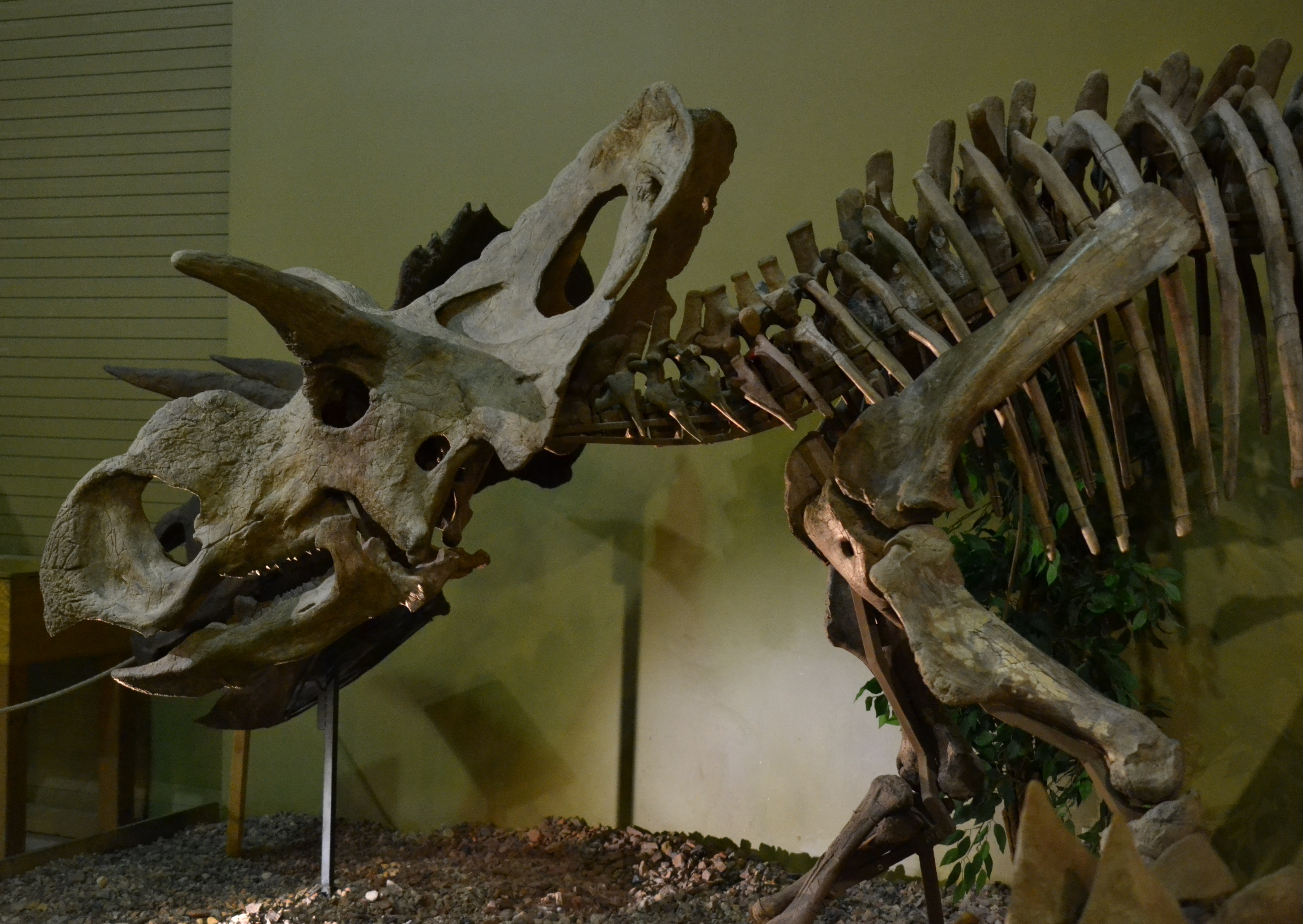
Vista laterale dello scheletro

Il materiale noto di Medusaceratops proviene dai letti d'ossa nei calanchi del lato ovest di Kennedy Coulee, adiacente al fiume Milk, vicino a Havre, nella Contea di Hill del Montana. Il materiale venne osservato per la prima volta da Sweeney e Boyden (1993), che lo considerarono l'esemplare più meridionale di Styracosaurus albertensis, basandosi sulle punte del collare erroneamente identificate. Trexler e Sweeney (1995) reinterpretarono queste punte, come corna sovra-oculari, notando una certa somiglianza con quelle del nomen dubium Ceratops montanus, da una zona vicina, tuttavia, non è stato possibile riferire il materiale del letto osseo a nessun taxon esistente valido. Il letto d'ossa, noto come Mansfield Bonebed in onore del proprietario del terreno, si trova su un terreno privato ed è stato storicamente utilizzato e scavato da diverse società commerciali. Il materiale tipo di Medusaceratops e altri esemplari sono stati riportati alla luce più recentemente e vennero acquistati dal Wyoming Dinosaur Center dal Canada Fossils, Ltd., di Calgary, Alberta. Materiale aggiuntivo proveniente dallo stesso scavo venne acquistato dal Royal Tyrrell Museum of Paleontology. Canada Fossils, Ltd., ha anche assemblato due scheletri compositi usando il materiale proveniente da Mansfield Bonebed che si trova nelle collezioni del Wyoming Dinosaur Center e il Fukui Prefectural Dinosaur Museum, tuttavia nessuno dei due calchi ha una ricostruzione esatta di Medusaceratops, per come è stato successivamente descritto.
Il nome Medusaceratops venne coniato dal paleontologo canadese Michael J. Ryan del Cleveland Museum of Natural History nel 2003 in una tesi. I suoi fossili furono successivamente confusi con quelli di Albertaceratops, un altro ceratopside centrosaurino dell'Alberta che era stato descritto da Ryan nel 2007. Successivamente, Ryan si rese conto che i fossili di Mansfield Bonebed non appartenevano ad Albertaceratops. Medusaceratops venne formalmente descritto e nominato da Michael J. Ryan, Anthony P. Russell e Scott Hartman nel 2010, con la specie tipo Medusaceratops lokii. Il nome generico si riferisce a Medusa, un mostro della mitologia greca i cui "capelli" erano serpenti ed era in grado pietrificare con lo sguardo, alludendo ad un tratto unico di questo genere: le grandi, piatti e ricurve punte simili a serpenti che si estendono ai lati del collare, in combinazione con ceratops una parola greca latinizzata, che significa "faccia cornuta", che è un suffisso comune per i nomi dei generi di ceratopsi. Il nome specifico, lokii, si riferisce a Loki, il dio degli inganni della mitologia norrena, in riferimento alla confusione tassonomica dei materiali di Mansfield Bonebed prima che venissero descritti.

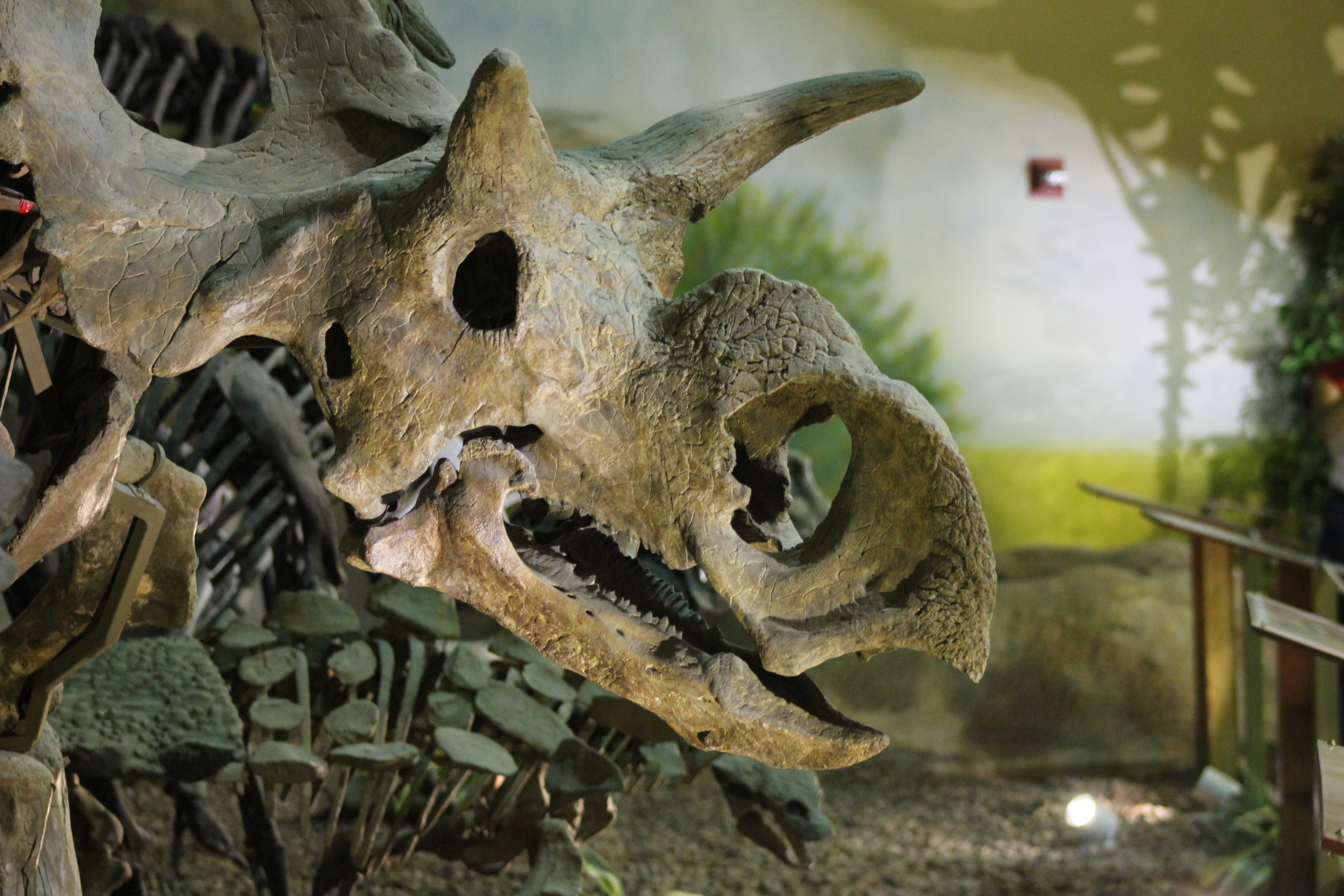
Primo piano del cranio di M. lokii

Il materiale di Mansfield Bonebed venne raccolto nella parte superiore della Formazione Judith River, in una regione litologicamente equivalente alla Formazione Oldman del Canada. Il letto d'ossa si trova all'incirca allo stesso livello dell'olotipo di Albertaceratops, risalente a circa 77,5 milioni di anni fa, nello stadio Campaniano centrale, del Cretaceo superiore. Pertanto, Medusaceratops era considerato il più antico chasmosaurino noto, fino alla denominazione di Judiceratops da parte di Longrich (2013), anch'esso proveniente dalla Formazione Judith River, ma da un'area equivalente alla Formazione Oldman Formation o dalla Formazione Foremost.
Ryan aveva già indicato che parte del materiale di Mansfield rappresentava una forma di centrosaurino. Chiba et al. (in corso di stampa) nel 2017 descrisse il nuovo materiale di Medusaceratops dal Bonebed Mansfield, ritrovato nel 2011 e nel 2012 da David Trexler, indicando la presenza di tratti caratteristici di Centrosaurinae nello scheletro di M. lokii. Conclusero che tutto il materiale poteva essere riferito ad una singola specie. L'analisi filogenetica condotta dagli autori ha indicato che dopo tutto Medusaceratops non era un membro di Chasmosaurinae, ma piuttosto un ceratopside centrosaurino precoce, più strettamente imparentato a Centrosaurini e Pachyrhinosaurini rispetto ai Nasutoceratopsini.